# Stellaire des sources
Stellaria alsine
Espèce
Classification phylogénétique
Statut de conservation UICN

 LC  : Préoccupation mineure
La Stellaire des sources ou la Stellaire alsine (Stellaria alsine) est une plante herbacée vivace de la famille des Caryophyllacées.

## Synonymes
- Alsine uliginosa (Murray) Britton
- Stellaria uliginosa Murray

## Description

### Caractéristiques
Organes reproducteurs
- Couleur dominante des fleurs : blanc
- Période de floraison : mai-octobre
- Inflorescence : cyme bipare
- Sexualité : hermaphrodite
- Ordre de maturation : protandre
- Pollinisation : entomogame

Graine
- Fruit : capsule
- Dissémination : barochore

## Habitat et répartition
- Habitat type : sources laurasiennes acidophiles
- Aire de répartition : circumboréal

Données d'après : Julve, Ph., 1998 ff. - Baseflor. Index botanique, écologique et chorologique de la flore de France. Version : 23 avril 2004.

## Statuts de protection, menaces
L'espèce n'est pas encore évaluée à l'échelle mondiale et européenne par l'UICN. En France elle est classée comme non préoccupante  : elle est considérée Quasi menacée (NT), proche du seuil des espèces menacées ou qui pourrait être menacée si des mesures de conservation spécifiques n'étaient pas prises, dans la région Poitou-Charentes.